# Oceania Cup 2007
Oceania Cup 2007 – pierwszy turniej z cyklu Oceania Cup, międzynarodowe zawody rugby union organizowane przez FORU dla rozwijających się zespołów z Oceanii, które odbyły się w dniach 8 grudnia 2007–22 kwietnia 2008 roku.

## Informacje ogólne
Początkowo obie konferencje miały rozegrać premiowane awansem do finału turnieje pomiędzy październikiem a listopadem 2007 roku. We wschodniej konferencji miały rywalizować trzy zespoły, a do finału trafiła reprezentacja Niue, zaś turniej zachodni, który miał odbyć się na Nowej Kaledonii w listopadzie, po wycofaniu się gospodarzy rozegrano w grudniu na Vanuatu.
W opóźnionym finale rozgrywek triumfowali reprezentanci Papui-Nowej Gwinei.

## Konferencja zachodnia
| 8 grudnia 2007 | Vanuatu | 18:5 | Wyspy Salomona | Port Vila |
| 8 grudnia 2007 |         | 18:5 |                | Port Vila |

| 12 grudnia 2007 | Papua-Nowa Gwinea | 49:6 | Wyspy Salomona | Port Vila |
| 12 grudnia 2007 |                   | 49:6 |                | Port Vila |

| 14 grudnia 2007 | Vanuatu | 0:46 | Papua-Nowa Gwinea | Port Vila |
| 14 grudnia 2007 |         | 0:46 |                   | Port Vila |

## Finał
| 22 kwietnia 2008 | Niue | 17:46 | Papua-Nowa Gwinea | Niue |
| 22 kwietnia 2008 |      | 17:46 |                   | Niue |